# Lauker
Lauker (umesamiska: Lávkkure) är en småort i Arvidsjaurs socken i Arvidsjaurs kommun, Norrbottens län. Orten ligger vid riksväg 94 på Laukersjöns norra strand, 34 kilometer nordost om centralorten Arvidsjaur och 60 kilometer sydväst om Älvsbyn.
Lauker definierades före 1965 av Statistiska centralbyrån som en tätort.

## Befolkningsutveckling
| Befolkningsutvecklingen i Lauker 1950–2015                                                      | Befolkningsutvecklingen i Lauker 1950–2015 | Befolkningsutvecklingen i Lauker 1950–2015 | Befolkningsutvecklingen i Lauker 1950–2015 | Befolkningsutvecklingen i Lauker 1950–2015 |
| ----------------------------------------------------------------------------------------------- | ------------------------------------------ | ------------------------------------------ | ------------------------------------------ | ------------------------------------------ |
|                                                                                                 |                                            |                                            |                                            |                                            |
| År                                                                                              |                                            |                                            | Folkmängd                                  | Areal (ha)                                 |
| 1950                                                                                            | 1950                                       |                                            | 225                                        | ##                                         |
| 1960                                                                                            | 1960                                       |                                            | 201                                        | 70                                         |
| 1990                                                                                            | 1990                                       |                                            | 104                                        | 21#                                        |
| 1995                                                                                            | 1995                                       |                                            | 97                                         | 25#                                        |
| 2000                                                                                            | 2000                                       |                                            | 92                                         | 26#                                        |
| 2005                                                                                            | 2005                                       |                                            | 82                                         | 37#                                        |
| 2010                                                                                            | 2010                                       |                                            | 77                                         | 38#                                        |
| 2015                                                                                            | 2015                                       |                                            | 73                                         | 61#                                        |
| Anm.: Upphörde som tätort 1965. ## Som tätort/befolkningsagglomeration 1920–1950. # Som småort. |                                            |                                            |                                            |                                            |

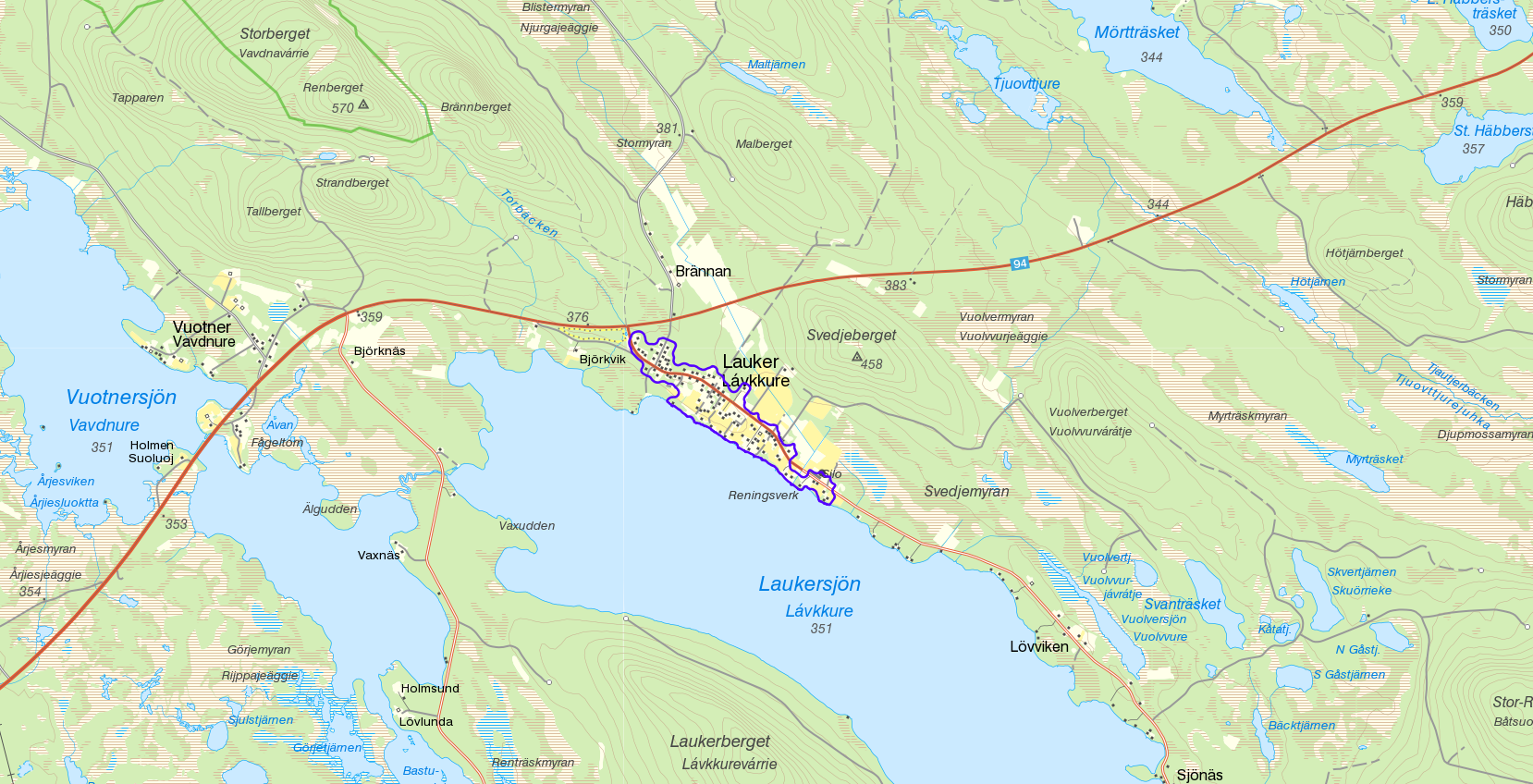
Den av Statistiska centralbyrån avgränsade småorten i Lauker med gränserna från småortsavgränsningen 2015 i lila.

På grund av ändrad metod är småortsavgränsningarna 2010 och 2015 inte jämförbara. Befolkningen den 31 december 2010 inom det område som avgränsades som en småort 2015 var 84 personer.